# Gerlinde Kämmerer

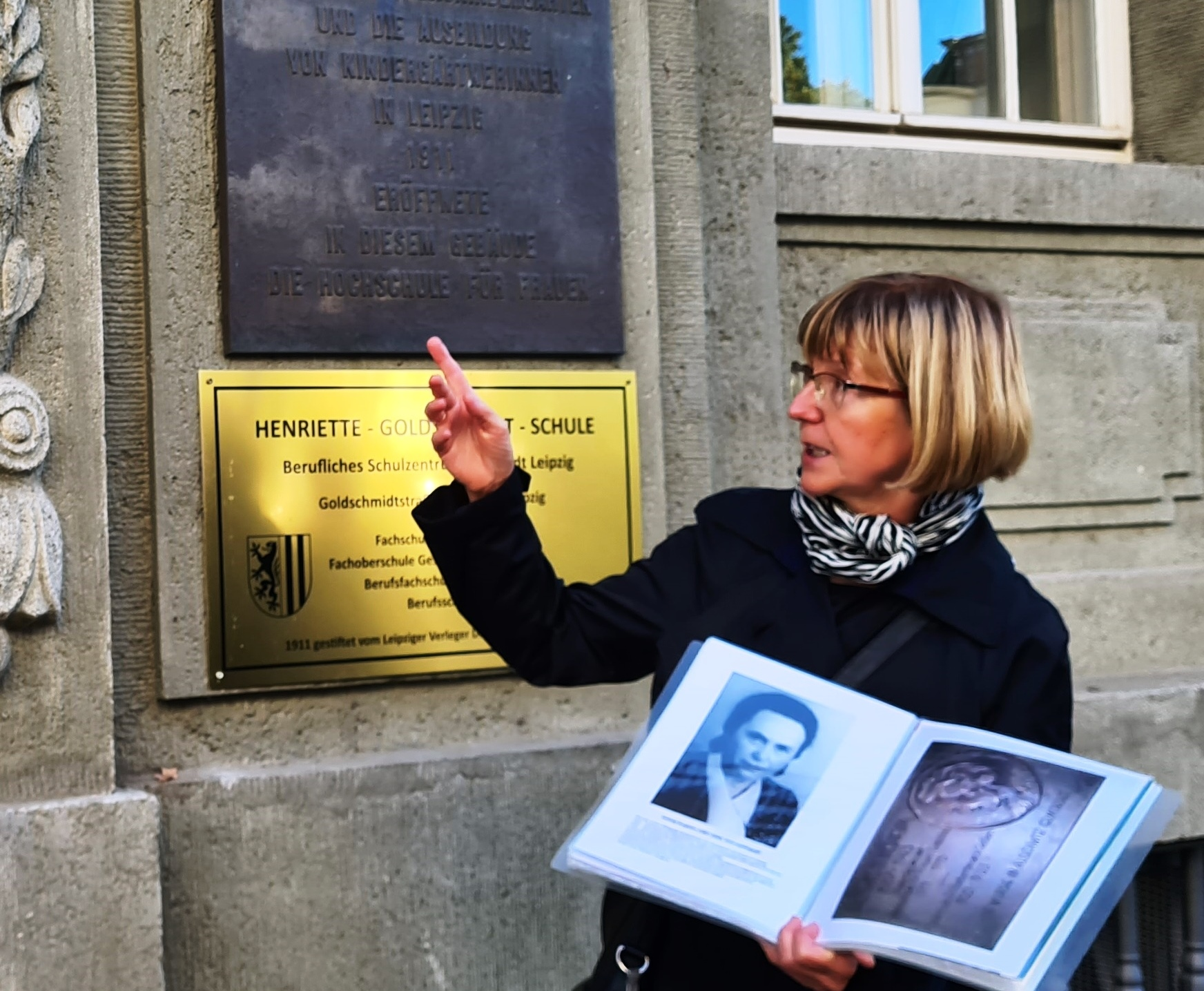
Gerlinde Kämmerer vor der Leipziger Henriette-Goldschmidt-Schule

Gerlinde Kämmerer (geboren 1955) ist eine deutsche Kulturwissenschaftlerin und zertifizierte Gästeführerin, die sich auf die Forschung zur Frauengeschichte Leipzigs spezialisiert hat. Durch ihre Arbeit trägt sie dazu bei, das Bewusstsein für die bedeutende Rolle von Frauen in der Geschichte von Leipzig und darüber hinaus zu stärken.

## Leben und Wirken
Gerlinde Kämmerer ist Diplom-Kulturwissenschaftlerin, die sich seit 1992 intensiv mit Frauengeschichte auseinandersetzt. Besonders bekannt wurde sie durch ihre Erarbeitung der ersten Stadtrundgänge zu diesem Thema in Leipzig. Seit 1992 ist sie im Netzwerk „Miss Marples Schwestern“ – Frauengeschichte vor Ort in der BRD, Schweiz, Österreich aktiv. Im Jahr 1995 veröffentlichte sie ihr Buch Leipziger Frauengeschichten. Ein historischer Stadtrundgang, gefolgt von Beiträgen in anderen Publikationen, im Digitalen Deutschen Frauenarchiv und in der Sächsischen Biografie. Seit dem Jahr 2005 ist Kämmerer Mitherausgeberin der Publikationsreihe LOUISEum der Louise-Otto-Peters-Gesellschaft e.V. .
Kämmerer ist seit 2013 als Redakteurin und Autorin für das von ihr konzipierte Online-Portal Frauen machen Geschichte. Leipziger Frauenporträts der Louise-Otto-Peters-Gesellschaft und des Referats für Gleichstellung der Stadt Leipzig tätig. Seit 2016 engagiert sie sich ehrenamtlich als Fachbeirätin am Projekt frauenorte sachsen des Landesfrauenrates Sachsen. Sie war von 2004 bis 2014 Mitglied im Vorstand der Louise-Otto-Peters-Gesellschaft und von 2014 bis 2020 stellvertretende Vorsitzende. Seit Ende 2020 ist sie Beiratsmitglied der Gesellschaft, die sich seit 1993 dem Ziel, Leben und Werk von Louise Otto-Peters weiter bekannt zu machen und zu würdigen, widmet.
Gerlinde Kämmerer befasste sich u. a. mit der Erforschung der Leipziger Frauengeschichte, die sie in ihren Stadtrundgängen vorstellte. Als Teil dieser Arbeit zeigt sie im Stadtraum historische Persönlichkeiten, Gebäude und Gedenkorte die für die deutsche Frauenbewegung und die Entwicklung der Frauenrechte von Bedeutung waren. Unter diesen Persönlichkeiten befinden sich die Schriftstellerin und Frauenpolitikerin Louise Otto-Peters, die Frauenrechtlerin und Fröbelpädagogin Henriette Goldschmidt, die Pianistin und Komponistin Clara Schumann, die Stifterin Apollonia von Wiedebach, die gelehrten Frauen Luise Adelgunde Victorie Gottsched und Ernestine Christine Reiske, die Saloniére Christiana Mariana von Ziegler, die Komponistin Ethel Smyth u. a. m.

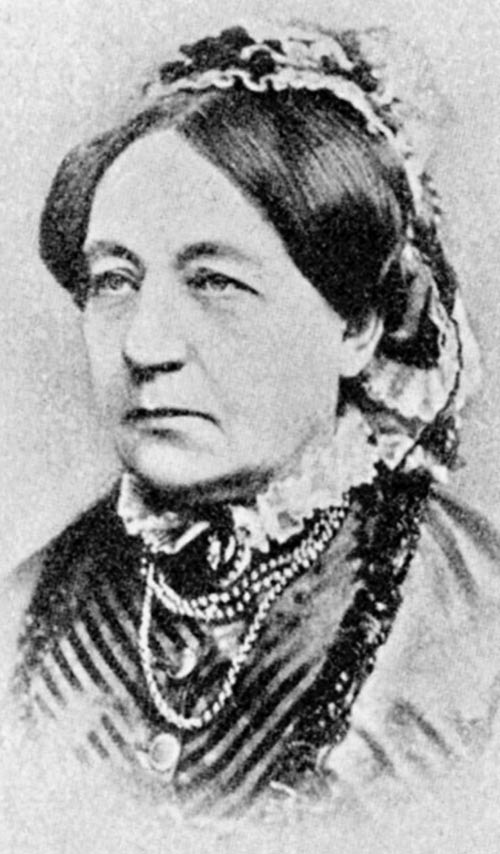
Louise Otto-Peters 1819–1895
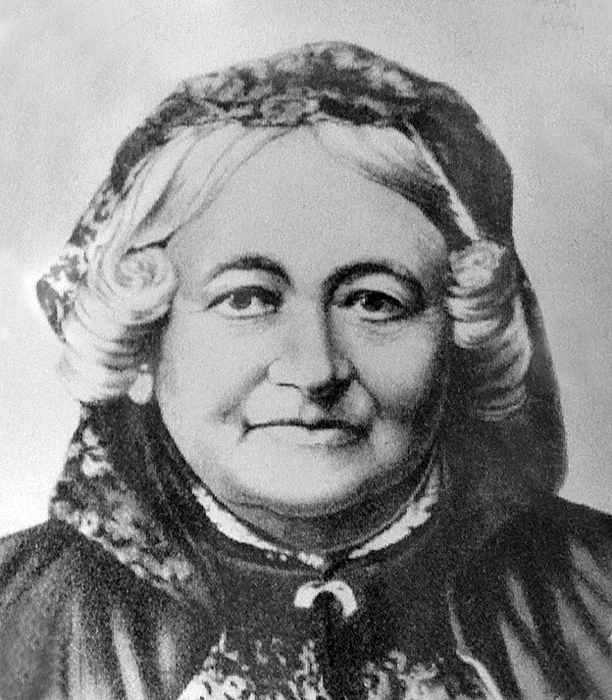
Henriette Goldschmidt 1825–1920
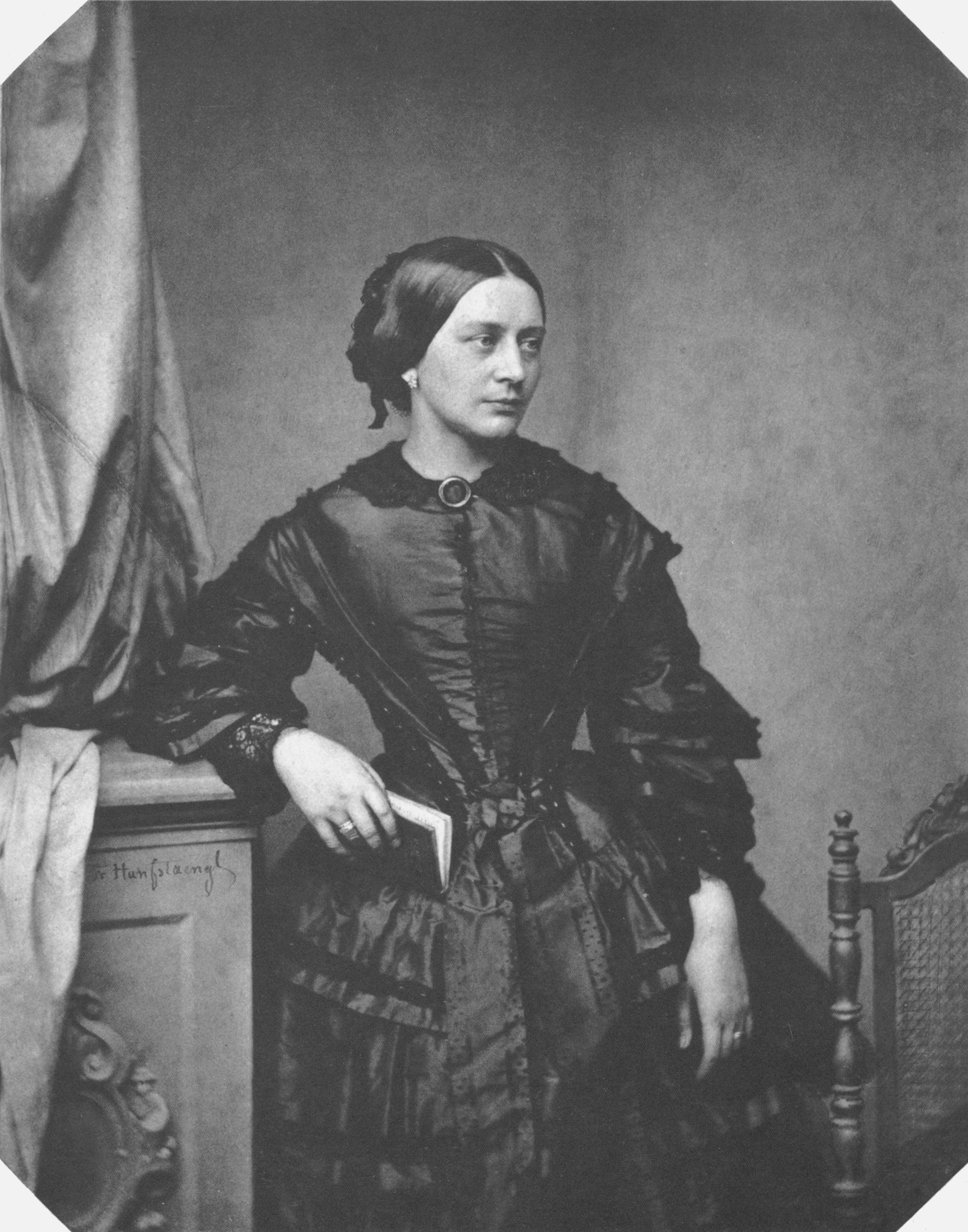
Clara Schumann 1819–1896
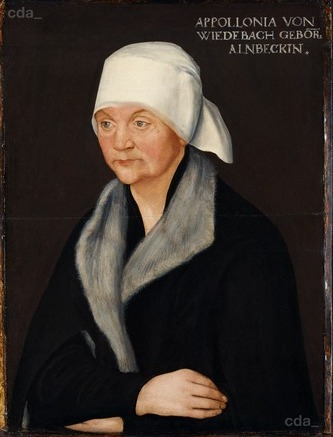
Apollonia von Wiedebach 1470–1526
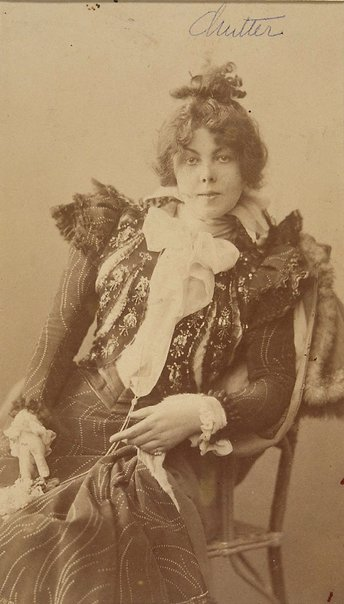
Elsa Asenijeff 1867–1941
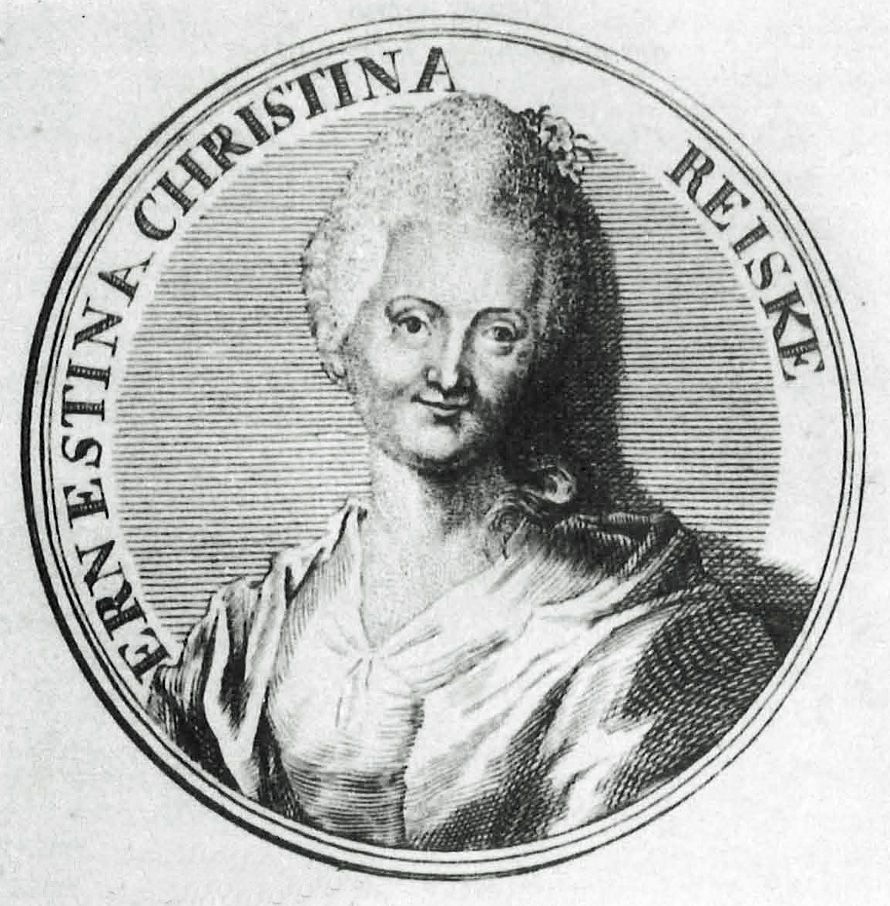
Ernestine Christine Reiske 1735–1798
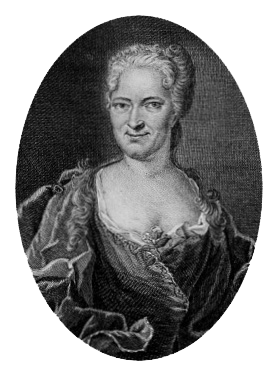
Christiana Mariana von Ziegler 1695–1760

## Publikationen (Auswahl)
Herausgeberschaften
- mit Anett Pilz: Leipziger Frauengeschichten. Ein historischer Stadtrundgang.  Frauenkulturverein Kunst- und Cultur-Centrum für Frauen KukuC e.V. Leipzig, Leipzig 1995.
- mit Susanne Schötz, Hannelore Rothenburg (Hrsg.): Louise-Otto-Peters-Jahrbuch IV/2014. Forschungen zur Schriftstellerin, Journalistin, Publizistin und Frauenrechtlerin Louise Otto-Peters (1819–1895). Sax Verlag Markkleeberg 2014, ISBN 978-3-86729-147-7.
- mit Susanne Schötz und Johanna Ludwig (Hrsg.): Frauen erinnern und ermutigen. Berichte vom 13. Louise-Otto-Peters-Tag 2005. LOUISEum. Band 24 Louise-Otto-Peters-Gesellschaft, Leipzig 2006
- mit Johanna Ludwig und Susanne Schötz (Hrsg.): Weibliche Lebensentwürfe im Werk von Louise Otto-Peters. Berichte vom 18. Louise-Otto-Peters-Tag 2010. LOUISEum. Band 31, Louise-Otto-Peters-Gesellschaft, Leipzig 2011
- mit Johanna Ludwig und Susanne Schötz (Hrsg.): Henriette Goldschmidt und die Hochschule für Frauen zu Leipzig. Berichte vom 19. Louise-Otto-Peters-Tag 2011 LOUISEum. Band 32, Louise-Otto-Peters-Gesellschaft, Leipzig 2012
- Feenpaläste, Industriekönige und weiße Sklaven. 175 Jahre »Schloß und Fabrik« von Louise Otto und Frauenarbeitswelten heute. LOUISEum 40. Sax Verlag 2023, ISBN 978-3-86729-289-4.

Aufsätze
- Apollonia, Christiana und andere… Kurzer Spaziergang zu Leipziger Frauen.In: Zu Fuß durch Leipzig. Forum Verlag Leipzig 1996, ISBN 3-931801-45-4.
- mit Doris Mundus und Kerstin Sieblist: Aus dem Wörterbuch der Thomasser. In: Volker Rodekamp: CANTATE! Zum 800. Geburtstag der Thomaner. Ausstellung im Stadtgeschichtlichen Museum Leipzig, Leipzig 2012, ISBN 978-3-910034-12-9, S. 96–107.
- Louise Otto-Peters. Essay 2018 online via DDF
- Henriette Goldschmidt. (2023) In: Sächsische Biografie Institut für Sächsische Geschichte und Volkskunde e.V.